# 1999 no jornalismo
Nesta página encontrará referências aos acontecimentos directamente relacionados com o jornalismo ocorridos durante o ano de 1999.

## Eventos
- 25 de outubro — Lançamento da revista semanal "Focus", licenciada da sua homónima alemã Focus.
- 1ª edição do jornal português Euronotícias[1].

## Nascimentos
| Data | Nome | Profissão | Nacionalidade | Observações | Ref |
| ---- | ---- | --------- | ------------- | ----------- | --- |

## Mortes
| Data          | Nome                      | Profissão                 | Nacionalidade | Observações | Ref |
| ------------- | ------------------------- | ------------------------- | ------------- | ----------- | --- |
| 10 de Janeiro | Manuel Jacinto de Andrade | jornalista e investigador | Portugal      | n. 1938     |     |